# Mersing
Koordinaten: 2° 26′ N, 103° 50′ O

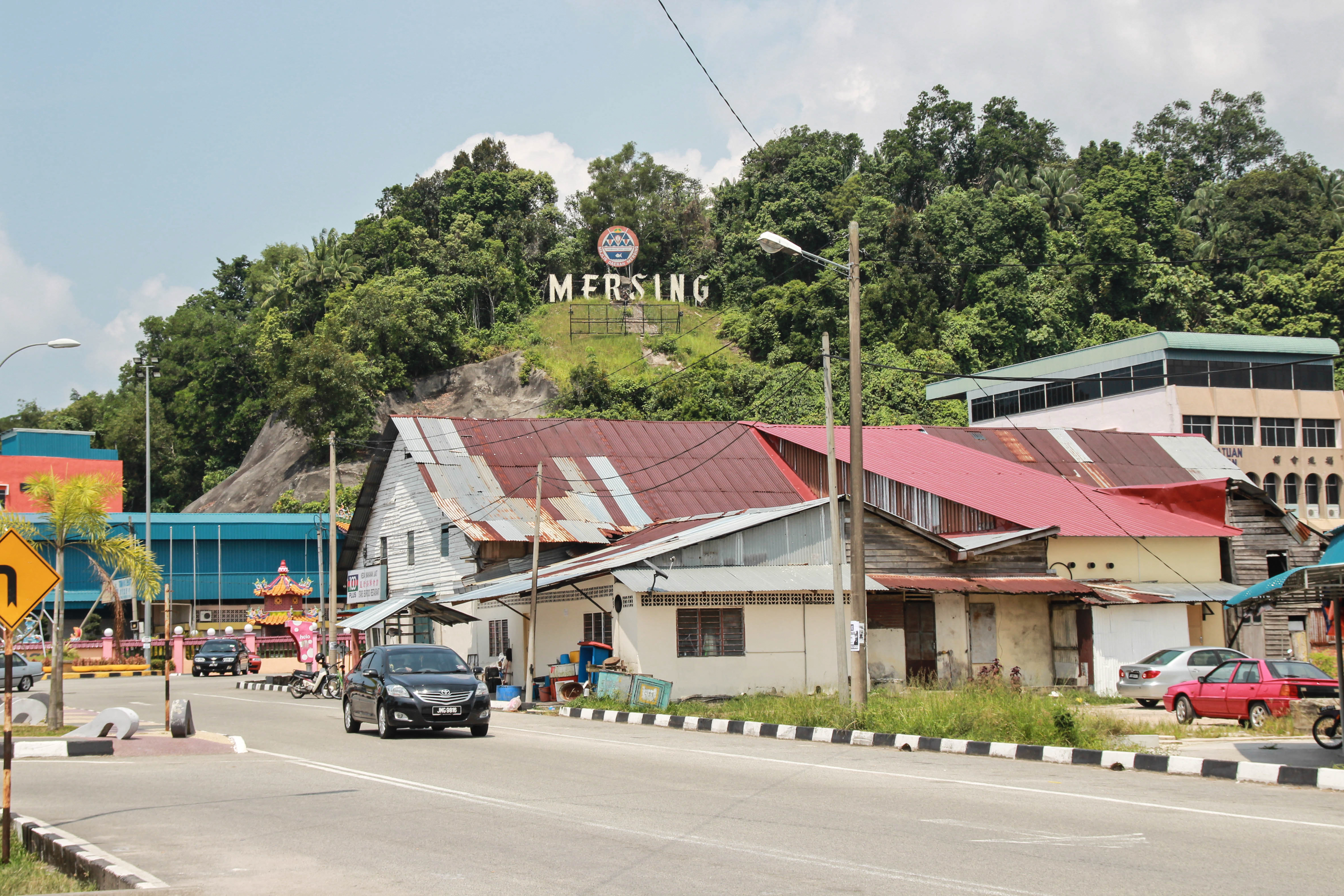
Mersing

Mersing ist eine Stadt (und auch Name des umliegenden Bezirks) im Nordosten des malaysischen Bundesstaates Johor am Südchinesischen Meer.
Mersing liegt 136 Kilometer nordöstlich von Johor Bahru, der Hauptstadt des Bundesstaates.  Es ist mit Bussen von Kota Tinggi, Johor Bahru oder auch direkt aus Singapur zu erreichen.
Die Stadt hat ca. 28.000 Einwohner und ist ursprünglich ein Fischerdorf. Ihr Hafen im Delta des Mersing Flusses ist Ausgangspunkt zahlreicher Fähren zu den Inseln des Seribuat Archipels oder Tioman und ist dadurch vor allem an Wochenenden von malaysischen und ausländischen Touristen frequentiert. Sie bietet auch selbst einige Übernachtungsmöglichkeiten und viele Restaurants. Touristisch erwähnenswert ist in der Stadt selbst nur der 95 Jahre alte taoistische und buddhistische Fushun-Tempel.
Der Bezirk Mersing hat 78.195 Einwohner (Stand: 2020).
In Mersing befindet sich auch das Bezirkskrankenhaus.